# Heterodrilus perkinsi
Heterodrilus perkinsi är en ringmaskart som beskrevs av Erséus 1986. Heterodrilus perkinsi ingår i släktet Heterodrilus och familjen glattmaskar. Inga underarter finns listade i Catalogue of Life.